# Liljansaari (ö, lat 61,79, long 23,80)
Liljansaari är en ö i Finland. Den ligger i sjön Vankavesi och i kommunerna Tammerfors och Ylöjärvi och landskapet Birkaland, i den södra delen av landet, 190 km norr om huvudstaden Helsingfors. Öns area är 2,4 hektar och dess största längd är 280 meter i sydöst-nordvästlig riktning.